# 仙台市立中山中学校
仙台市立中山中学校（せんだいしりつなかやまちゅうがっこう）は、宮城県仙台市青葉区中山六丁目にある公立中学校。通称は「中中」（なかちゅう）。

## 概要
中山ニュータウンの開発や、中山地区に国家公務員宿舎中山宿舎が建設されたことから、中山ニュータウン内に開校した。

## 教育目標
自他を敬愛し、自主性を高め、心身共に健康で、創造性に富む人間性豊かな生徒の育成を期する。

## 公務災害訴訟
1998年8月24日、バドミントン大会で宿泊中だったホテルで大会役員であった男性教諭（当時36歳）が自死。
2007年8月28日、教諭の妻が「夫の死は激務によるもの」として提訴した仙台地方裁判所（潮見直之裁判長）は、原告の主張を全面的に認める判決を出した。

## 沿革
- 1974年（昭和49年）4月1日 - 開校（初代校長：桑島勝雄）
- 1979年（昭和54年）4月1日 - 桜ヶ丘地区に分校設立
- 1984年（昭和59年）10月20日 - 開校10周年記念式典挙行
- 1994年（平成6年）10月28日 - 創立20周年式典（イズミティ21にて）記念講演：篠田正浩
- 1998年（平成10年）4月1日 - 警察庁より非行防止重点地区に指定される
- 2004年（平成16年）7月3日 - 創立30周年記念式典（東北大学川内記念講堂にて）
- 2018年 (平成30年) 7月25日 - 第67回宮城県中学校総合体育大会サッカー優勝

## 通学区域
- 仙台市青葉区[4]
  - 荒巻本沢一丁目（1〜10番）、三丁目（8〜22番）
  - 川平一丁目
  - 桜ケ丘一丁目（1〜5番）
  - 滝道
  - 中山一丁目〜九丁目
  - 川平二丁目（28番の一部）
  - 西勝山

※その他に、近隣の仙台市立桜丘中学校、仙台市立北仙台中学校、仙台市立吉成中学校の学区から通う生徒もいる。

## 進学前小学校
- 仙台市立中山小学校
- 仙台市立川平小学校